# Segariu
Segariu település Olaszországban, Szardínia régióban, Medio Campidano megyében. Lakosainak száma 1111 fő (2023. január 1.). Segariu Furtei, Villamar és Guasila községekkel határos.

## Népesség
A település lakossága az elmúlt években az alábbi módon változott:
| Lakosok száma | 1201 | 1177 | 1111 |
|               | 2017 | 2018 | 2023 |